# Gaik (województwo świętokrzyskie)
Gaik – wieś sołecka w Polsce, położona w województwie świętokrzyskim, w powiecie pińczowskim, w gminie Działoszyce}.
W latach 1975–1998 miejscowość administracyjnie należała do województwa kieleckiego.

## Części wsi
| SIMC    | Nazwa     | Rodzaj    |
| ------- | --------- | --------- |
| 0237216 | Folwark   | część wsi |
| 0237222 | Jantonie  | część wsi |
| 0237239 | Krzywania | część wsi |
| 0237245 | Zapiece   | część wsi |

## Historia
Według spisu powszechnego z roku 1921 we wsi Gaik było 29 domów i 181 mieszkańców.

## Etymologia
Gaj (Gaik), nazwa wielu miejscowości, przeważnie mniejszych osad, zakładanych śród gajów to jest miejsc przeważnie pagórkowatych, suchych, porosłych liściastymi drzewami i stąd chętnie wybieranych  na siedziby ludzkie, a także i na miejsca odbywania obrzędów religijnych w epoce pogańskiej. Gdzie nie ma lasów liściastych, tam nie ma też Gajów, i stąd ta nazwa rzadko się pojawia na prawym brzegu Wisły. Wywód etymologii pochodzenia słowa Gaj, Gaik, dany przez Chlebowskiego w słowniku → Gaik (województwo świętokrzyskie), [w:] Słownik geograficzny Królestwa Polskiego, t. II: Derenek – Gżack, Warszawa 1881, s. 427.